# Crooked Rain, Crooked Rain: LA's Desert Origins
| Recensione           | Giudizio |
| -------------------- | -------- |
| The Austin Chronicle |          |
| Blender              |          |
| Entertainment Weekly | B+       |
| Pitchfork            | 10/10    |
| Rolling Stone        |          |
| Spin                 | A+       |

Crooked Rain, Crooked Rain: LA's Desert Origins è una compilation realizzata dal gruppo indie rock statunitense Pavement. Contiene l'album della band del 1994, Crooked Rain, Crooked Rain, nella sua interezza e diverse versioni di prova e rarità realizzate dal gruppo in quel periodo, alcune delle quali inedite.

## Pubblicazione
LA's Desert Origins è stato pubblicato il 26 ottobre 2004 da Matador Records. L'album contiene un libretto di 62 pagine di note di copertina, con foto, artwork, note del leader Stephen Malkmus e del chitarrista Scott Kannberg (a.k.a. "Spiral Stairs"), tra cui quelle scritte da Malkmus per Melody Maker su ogni canzone dell'album originale. Le note di copertina vedono anche una surreale e sensazionalistica "intervista" tra Gerard Cosloy di Matador e il fittizio "Rob Jurkface". Secondo Cosloy, ricevette domande dal biografo dei Pavement, Rob Jovanovic, cambiandondole leggermente e rispondendo in maniera sciocca.
Alcune delle canzoni del secondo disco ("Flux = Rad", "Kennel District", "Grounded" e "Pueblo") sono le versioni iniziali di canzoni di Wowee Zowee del 1995.
Poco dopo la sua pubblicazione, un impiegato della Matador pubblicò informazioni riguardo alle sessioni di registrazione delle canzoni inedite nel secondo disco: solo le tracce dalla 2 alla 8 vedono la presenza di Gary Young alla batteria. Le tracce dalla 13 alla 21 furono registrate allo studio di Gary Young a Stockton, anche se Gary non suona in esse; nessuna percussione è stata suonata da Spiral Stairs.
È stato rilevato un errore nel retro del CD: "Silence Kid" è scritta come "Silence Kit", malgrado l'interno della copertina mostri il titolo corretto diverse volte, inclusa una volta nella calligrafia di Stephen Malkmus. È stato notato che nel tour dei Pavement del 2010 la canzone è apparsa nella loro set-list come "Silence Kit", anche se non è chiaro chi abbia scritto la lista o se sia stato fatto per ragioni umoristiche.

## Accoglienza
LA's Desert Origins ha ricevuto recensioni molto positive dalla critica, con Spin che ha messo in luce la consistenza delle canzoni aggiuntive.

## Tracce

### Disco uno: "Back to the Gold Soundz (Phantom Power Parables)"
Crooked Rain, Crooked Rain
1. "Silence Kid" – 3:00
2. "Elevate Me Later" – 2:51
3. "Stop Breathin'" – 4:27
4. "Cut Your Hair" – 3:06
5. "Newark Wilder" – 3:53
6. "Unfair" – 2:33
7. "Gold Soundz" – 2:39
8. "5 - 4 = Unity" – 2:09
9. "Range Life" – 4:54
10. "Heaven Is a Truck" – 2:30
11. "Hit the Plane Down" – 3:36
12. "Fillmore Jive" – 6:38
"Cut Your Hair" single
13. "Camera" – 3:45 (R.E.M. Cover)
14. "Stare" – 2:51
"Range Life" single
15. "Raft" – 3:34
16. "Coolin' by Sound" – 2:50
"Gold Soundz" single
17. "Kneeling Bus" – 1:33
18. "Strings of Nashville" – 3:46
19. "Exit Theory" – 1:00
Gold Soundz Austral-N.Z. French Micronesia 94 Tour EP
20. "5 - 4 Vocal" – 2:08
Crooked Rain, Crooked Rain bonus 7"
21. "Jam Kids" – 4:54
22. "Haunt You Down" – 4:51
Compilation No Alternative
23. "Unseen Power of the Picket Fence" – 3:51
Hey Drag City! compilation
24. "Nail Clinic" – 2:25

### Disco due: "After the Glow (Where Eagles Dare)"
Registrate all'inizio del 1993 al Louder Than You Think di Stockton
1. "All My Friends" – 5:12
2. "Soiled Little Filly" – 2:08
3. "Range Life" – 4:11
4. "Stop Breathing" – 3:54
5. "Ell Ess Two" (a.k.a. "Loretta's Scars II", in seguito rinominata "Elevate Me Later") – 2:44
6. "Flux = Rad" – 2:11
7. "Bad Version of War" – 3:27
8. "Same Way of Saying" – 4:35
Registrate nell'agosto e settembre 1993 al Random Falls di New York
9. "Hands Off the Bayou" – 2:43
10. "Heaven is a Truck (Egg Shell)" – 2:20
11. "Grounded" – 3:35
12. "Kennel District" – 3:24
13. "Pueblo (Beach Boys)" – 3:47
14. "Fucking Righteous" – 2:47
15. "Colorado" – 1:13
16. "Dark Ages" – 2:39
17. "Flood Victim" – 1:17
18. "JMC Retro" – 0:52
19. "Rug Rat" – 3:05
20. "Strings of Nashville (Instrumental)" – 3:50
21. "Instrumental" – 3:40
John Peel Session (Trasmesso il 26 febbraio 1994)
22. "Brink of the Clouds" – 3:48
23. "Tartar Martyr" – 3:13
24. "Pueblo Domain" – 4:18
25. "The Sutcliffe Catering Song" – 3:22

## Formazione
- Stephen Malkmus - voce, chitarra
- Scott Kannberg - chitarra, voce
- Mark Ibold - basso
- Steve West - batteria
- Bob Nastanovich – percussioni
- Gary Young – batteria